# 如果Pet Pet識講嘢
《如果Pet Pet識講嘢》（英文：When Pets Speak）是香港開電視的寵物資訊節目，由劉沛蘅及涂毓麟主持。節目由2020年11月7日起，逢星期六 22:30－23:00，於香港開電視首播。

## 每集一覽
| 集數   | 首播日期 | 主題                       |
| 2020年 |          |                            |
| 01     | 11月7日  | 身價上萬無毛貓似狗唔似貓   |
| 02     | 11月14日 | 養鸚鵡養上癮養到返舖頭     |
| 03     | 11月21日 | 主人為貂鼠腸胃費盡心思     |
| 04     | 12月5日  | 退休靚太通屋鸚鵡夠震撼     |
| 05     | 12月12日 | 環保農莊學習飼養羊駝心得   |
| 06     | 12月19日 | 自家設計為貓貓帶來型格生活 |
| 07     | 12月26日 | 百病纏身人狗互相扶持       |
| 2021年 |          |                            |
| 08     | 1月2日   | 食品公司為狗狗送上暖意     |
| 09     | 1月9日   | 攝影師由救貓養貓到改變人生 |
| 10     | 1月16日  | 夫婦情有獨鍾越洋領養格力犬 |
| 11     | 1月23日  | 為狗狗健康鑽研食物營養     |

## 軼事
香港開電視於星期一至日的黃金時段電視節目及劇集的名稱，一般在播映相關節目或劇集期間，在電視台台徽下方顯示。
然而，本節目的第一集於上述日期及時間首播時，電視台台徽下方顯示「如果Pet Pet識講？」（節目名稱中的「嘢」字變成問號）。香港開電視最後在第一集的第一節後半部分及第二節，取消在電視台台徽下方，顯示本節目的名稱。
本節目的第二集首播時，電視台台徽下方顯示完全正確的節目名稱。

## 備註
1. ↑  由於電視台於2020年11月28日，晚上十點正至深夜十二點三十分播映《第33屆中國電影金雞獎頒獎典禮》，該日沒有播映本節目

## 外部連結
1. ↑  《如果Pet Pet識講嘢》節目重溫

## 電視節目的變遷
| 香港 香港開電視 星期六 22:30－23:00（首播） | 香港 香港開電視 星期六 22:30－23:00（首播） | 香港 香港開電視 星期六 22:30－23:00（首播） |
| ------------------------------------------- | ------------------------------------------- | ------------------------------------------- |
|                                             | 如果Pet Pet識講嘢 （2020/11/07—）           |                                             |
| 香港奇則 （2020/05/16－2020/10/31）         |                                             |                                             |